# География Башкортостана
Респу́блика Башкортостан расположена на крайнем востоке Европейской части России.

## Географическое положение
Республика Башкортостан расположена на востоке Европы в южной части.
Плоскостные характеристики:
- Площадь 143 600 км² .
- Протяжённость с севера на юг — 550 км, с востока на запад — 430 км.

Крайние точки:
- северная — 56°31′ с. ш. 54°31′ в. д.HGЯO, северо-западнее от д. Байсарово Янаульского района;
- южная — 51°34′ с. ш. 57°12′ в. д.HGЯO, юго-восточнее от д. Кужанак Зианчуринского района;
- западная — 55°07′ с. ш. 53°08′ в. д.HGЯO, юго-западнее от д. Ивановка Бакалинского района;
- восточная — 54°52′ с. ш. 60°00′ в. д.HGЯO, северо-восточнее от ст. Устиново Учалинского района.

Башкортостан на севере граничит с Пермским краем (около 340 км) и Свердловской областью (более 170 км), на востоке — с Челябинской областью (более 1 330 км), на юге и юго-западе — с Оренбургской областью (около 1 140 км), на западе и северо-западе — с Республикой Татарстан (около 420 км) и Удмуртской Республикой (около 100 км).

### Высотные характеристики (рельеф)

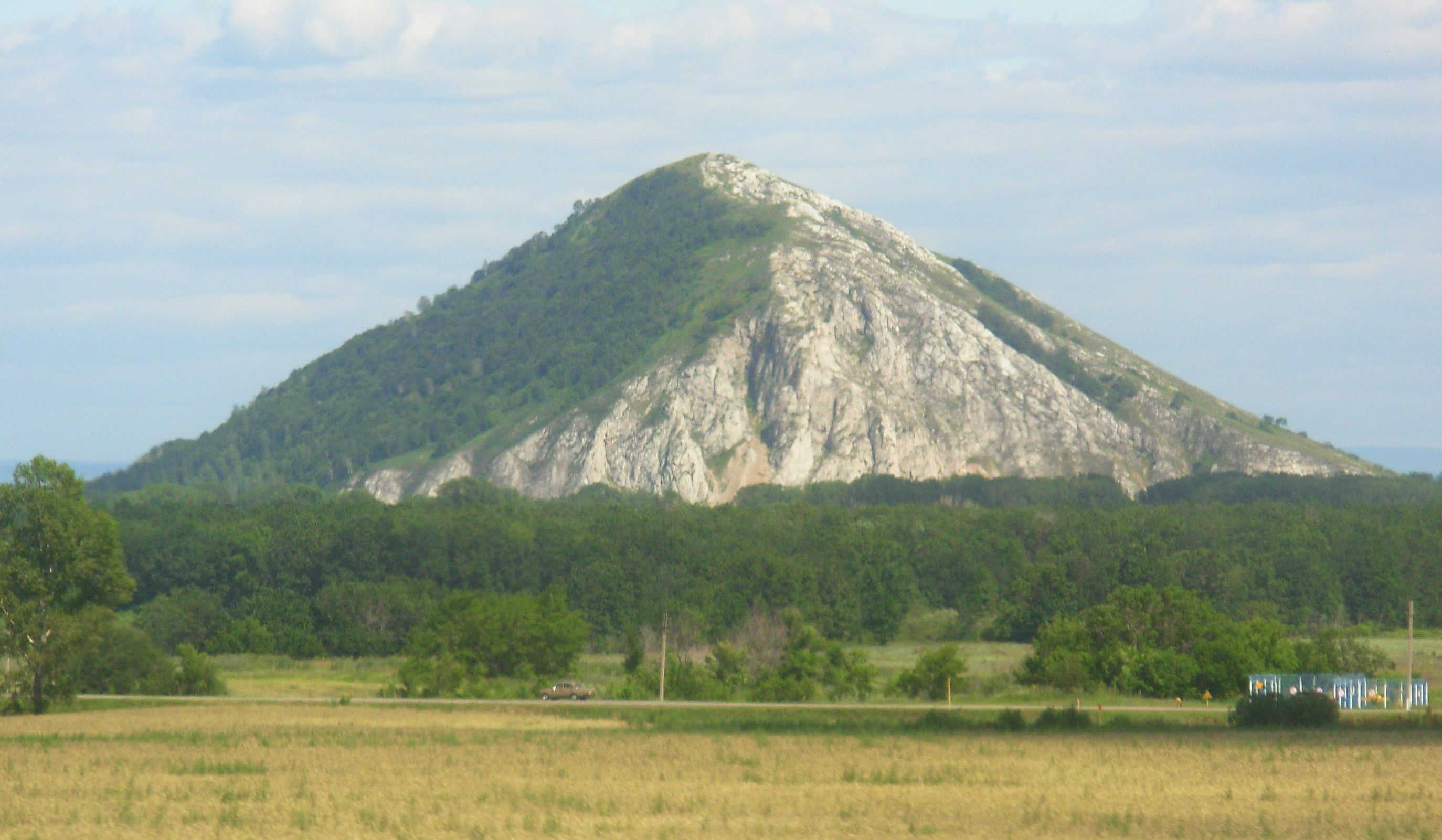
Шихан Юрактау

Разнообразие рельефа Башкортостана связано с его географическим положением, геологическим и тектоническим строением территории. Западная часть Башкортостана расположена в пределах юго‑восточной части Восточно-Европейской платформы (ей соответствует мегаформа рельефа — Восточно‑Европейская равнина); центральная и восточная части — в пределах Башкирского мегантиклинория, Магнитогорского мегасинклинория, зоны Уралтау (мегаформа — южная часть Уральской горной системы).
На Восточно-Европейской равнине в пределах Башкортостана выделяют:
- денудационные возвышенные равнины — Белебеевская возвышенность, Стерлибашевско-Фёдоровская возвышенность, Общий Сырт, Уфимское плато.
- равнины аккумулятивного и эрозионно-денудационного происхождения — Прибельская увалисто-волнистая равнина.

В юго-восточной части Башкортостана расположены Сакмаро-Таналыкская денудация (высота 350—500 м) и Кизило-Уртазымская денудационно‑аккумулятивная равнина (высота 350—400 м).

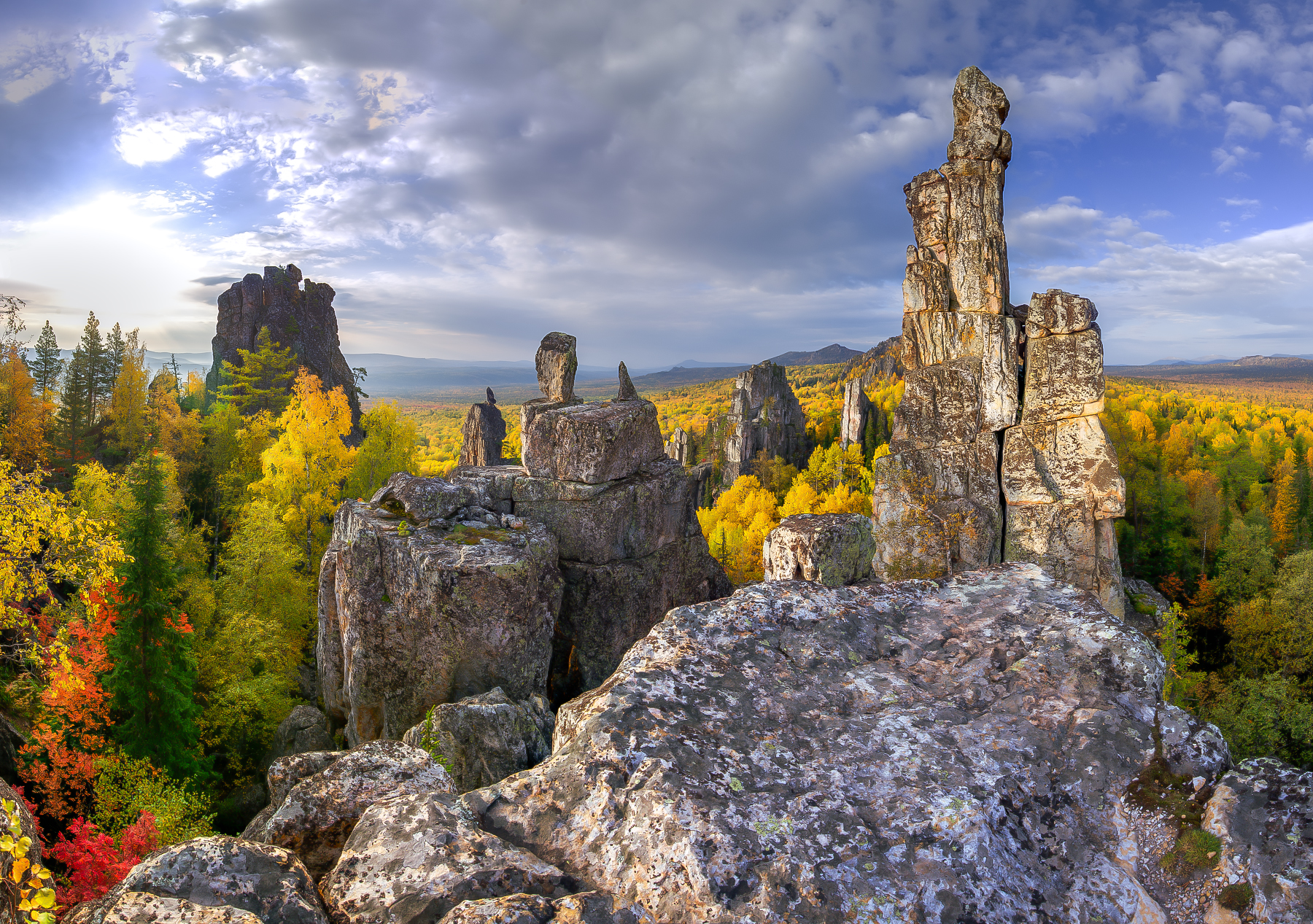
Осень на Инзерских зубчатках

Макроформы Предуралья в Башкортостане представлены восточной частью Бугульминско-Белебеевской возвышенности, Стерлибашевско-Фёдоровской возвышенностью, Прибельской увалисто-волнистой равниной, Уфимским плато, Юрюзано‑Айской равниной; Башкирского Урала — хребты Уралтау, Каратау, Ирендык, Крака, Улутау и др., Зилаирским плато, его восточной частью — Зауральским плато. Рельеф республики разнообразят различные мезоформы: пещеры, сырты, увалы, холмы и др.
Территория республики равнинная, возвышенности, горы Южный Урал. Высшая точка на территории Башкортостана — гора Ямантау (1640 метров).
Горы-шиханы: Тратау (402 м), Юрактау (336 м), Куштау (371 м), Шахтау (срыта до основания) — останки коралловых рифов Пермского периода.
Горы Башкирского (Южного) Урала имеют в тектоническое происхождение; по строению — складчатые и глыбово-складчатые; по высоте — низкие и средние, имеют шарьяжно-надвиговое строение.
Хребты Уралтау является основным водоразделом. На территории Башкортостана расположены горные хребты: Аваляк, Акбиик, Алабия, Акбулякъарка, Алатау, Алатаубала, Ардакты, Аютузаклаган, Баштау, Багарязы, Базал, Байрамгул, Балатау, Башташ, Бакты, Баштин, Белягуш, Бииктау, Биктарь, Большой Калу, Большой Карагас, Большой Крака, Дзяуртюбе, Зигальга, Зильмердак, Ирендык, Инзерские зубчатки, Кадералы, Калактау, Калты, Калу, Канчак, Каратау, Караташ, Кесек, Кибиз, Кисеарка, Крыктытау, Кумардак, Кумач, Куюшты, Кюмердяк, Липовые горы, Машак, Масим, Маярдак, Нары, Нургуш, Сарганский хребет, Салдыс, Седжек, Сингитау, Сулея, Суртанды, Такаты, Таштыкурятмас, Туйтюбе, Уварся, Улутау, Улугуртау, Урал-Тау, Уреньга, Утянеш, Ущарлак, Шайтантау, Чёрный, Юкалы, Юрматау, Юша, Яшкады.
Среди хребтов выделяются по высоте: хребет Зигальга высотой 1427 м (гора Б. Шелом), Машак — 1382 м (гора Широкая), Нары — 1327 м, Баштау — 1271 м, Ардакты, Балятар и другие.
Распространены облесённые куполовидные вершины. На части хребтов горные вершины имеют форму выступа скальных обнажений в виде отвесных скал (г. Караташ), элювиальных обломков горных пород (горы Б. Иремель, Ямантау) и остроконечных пиков (гора Арвякрязь). В Башкирском Предуралье встречаются горы-останцы: Балкантау (319,6 м). Термоаномальные явления встречаются на горе Янгантау (504 м).

## Физические характеристики

### Климат
Умеренно континентальный климат с холодной продолжительной зимой и тёплым летом со среднем увлажнением.

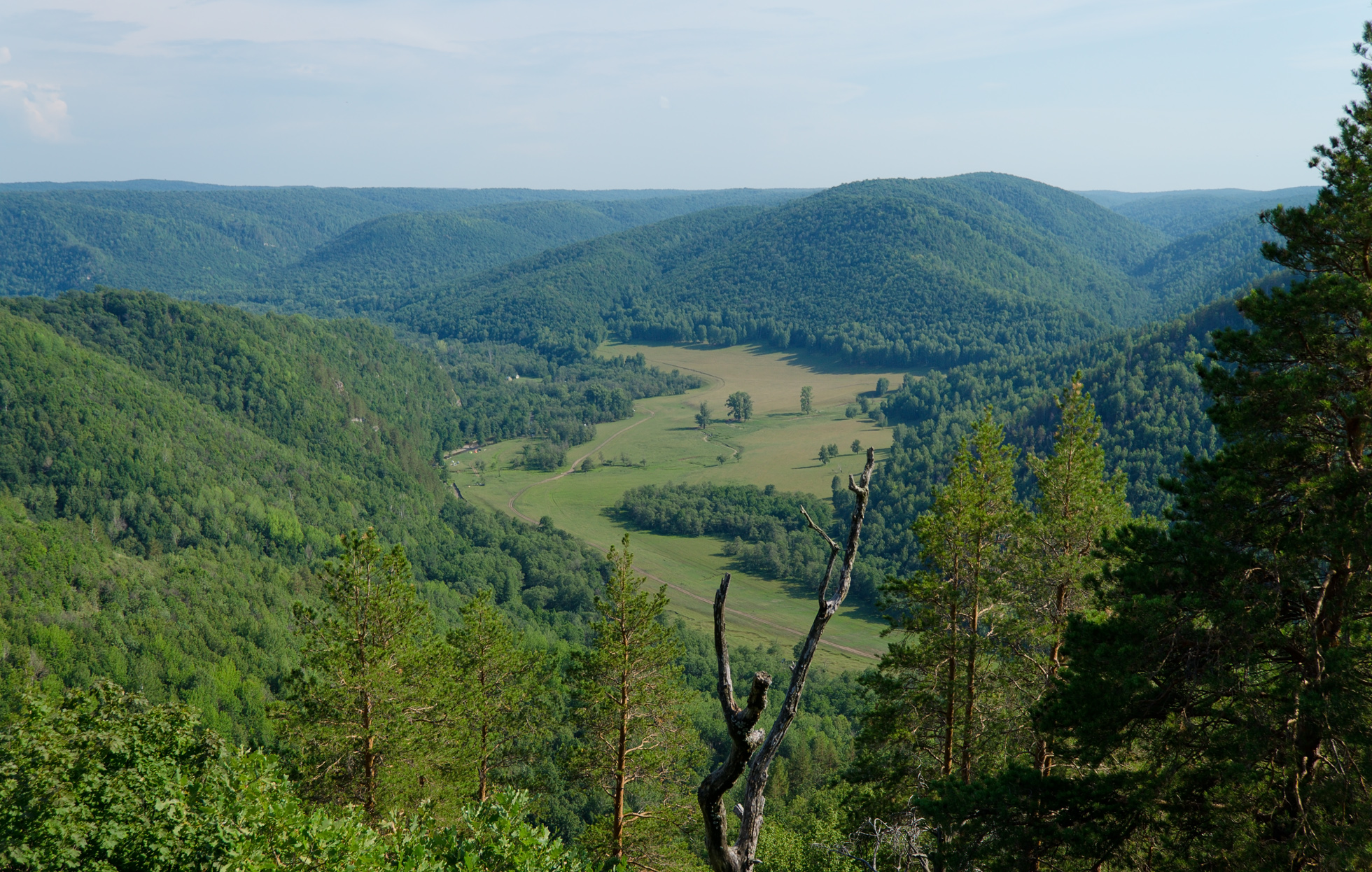
Гумеровское ущелье

Континентальный климат, формирующийся под влиянием воздушных масс Атлантики и Северного Ледовитого океана, характеризуют тёплое лето, холодная зима.

### Температурный режим
Средняя температура января −15 °C; средняя температура июля +20 °C. Число дней с положительной температурой воздуха — 200—205, а в горах — 188—193. Среднегодовая температура воздуха — от +0,3 до +2,8 °C.
Максимальная температура летом — до +45 °С, минимальная зимой — до −53 °С. С 3—9 апреля и по 20—26 октября в Башкирии держится положительная среднесуточная температура.

### Осадки
Среднегодовая величина осадков составляет 450 мм, максимальное — 750 мм. Максимальное суточное количество осадков летом — 78-86 мм. Число дней со снежным покровом — 153—165, в горных районов — 171—177. Высота снежного покрова: средняя — 36 мм; высшая — 55 мм; максимальная — 126 мм.

### Ветровой режим
В районах Башкирского Предуралья и на Башкирском (Южном) Урале преобладают ветра южного и юго-западного направления. В летнее время — северные и северо-западные ветра. В районах Башкирского Зауралья преобладают западные и северо-западные ветра. В зимнее время здесь ветра дуют с востока и юго-запада.
Средняя скорость ветров — от 2,5 м/с до 4,3 м/с. Количество дней в году с сильным ветром — от 7 до 36, в зависимости от района.

## Гидрология

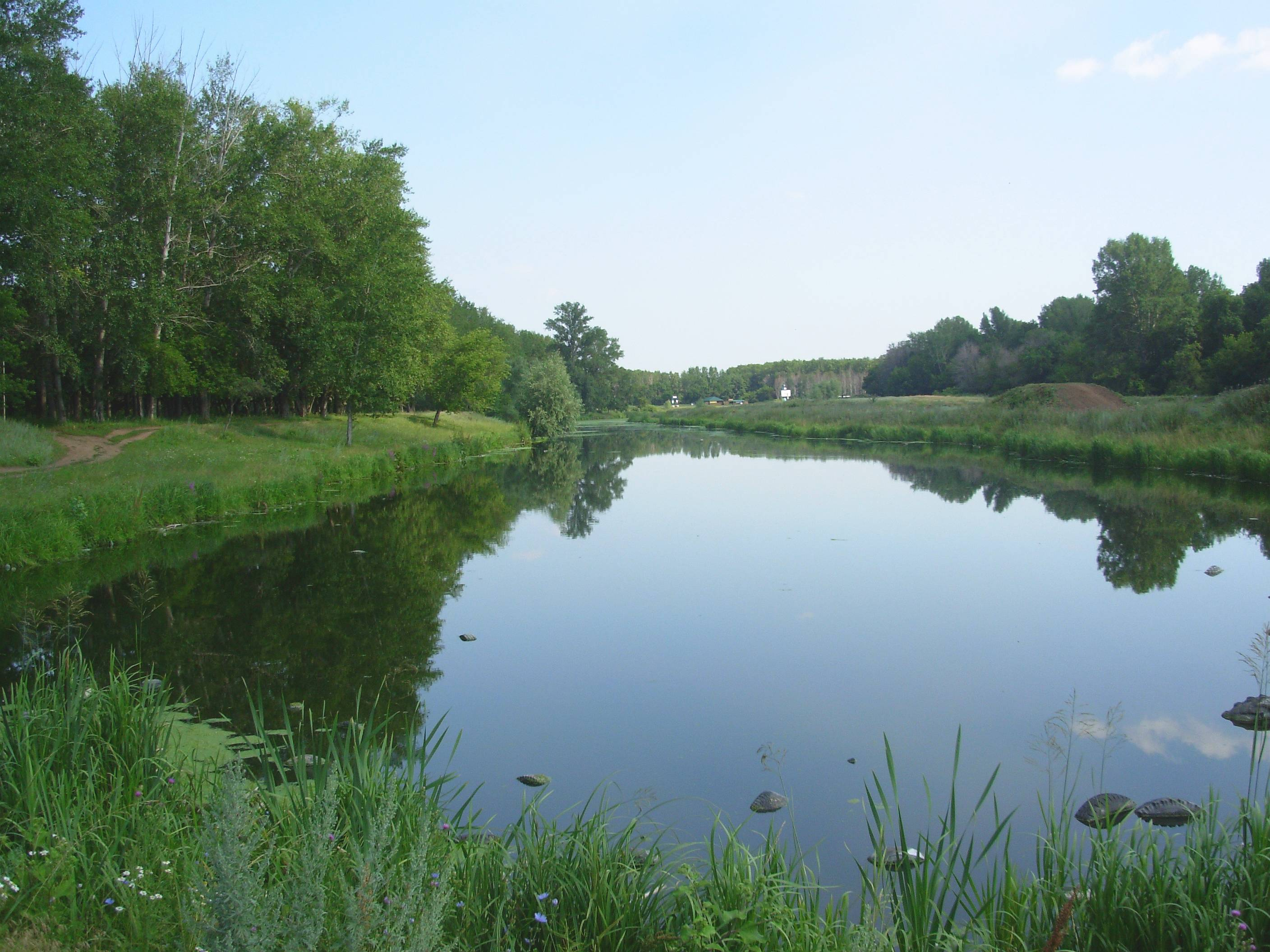
Озеро в Салавате

Реки Башкортостана относятся к речным бассейнам — Волжскому и Уральскому. Реки (Уй с верхними притоками, Миасс и другие) — к Обскому бассейну.

### Водные объекты
В Башкортостане насчитывается более 12 000 рек и около 2700 озёр. Больше всего озёр на западе республики. Богаты подземные водные источники. В республике 19 городов из 21 использует на питьевые цели подземные воды.

#### Естественные
Большие реки: Белая, Быстрый Танып, Юрюзань, Уфа (Караидель), Дёма, Нугуш, Сакмара, Сим, Урал, Ашкадар, Уй, Миасс.
Малые реки: Сюнь, Касмарка, Зиган, Лемеза, Большой Кизил, Урюк, Большой Ик, Бирь, Кармасан, База, Малый Инзер, Ай, Иняк, Сухайля и др.
Около 20 — 25 миллионов лет назад река Белая не текла на север, а впадала в реку Урал. По руслу нынешней реки от Уфы до Мелеуза текла река Уфа и впадала в реку Урал. Около 15 миллионов лет назад произошло поднятие земной коры на участке Сакмаро-Бельского водораздела, возникла холмистая гряда, преградившая путь рекам Белой и Уфы в Урал. Около 14 миллионов назад на месте русла реки Белая находилось древнее Акчагыльское море. Море отступило около одного миллиона лет назад.
Озера: Култубан

#### Искусственные

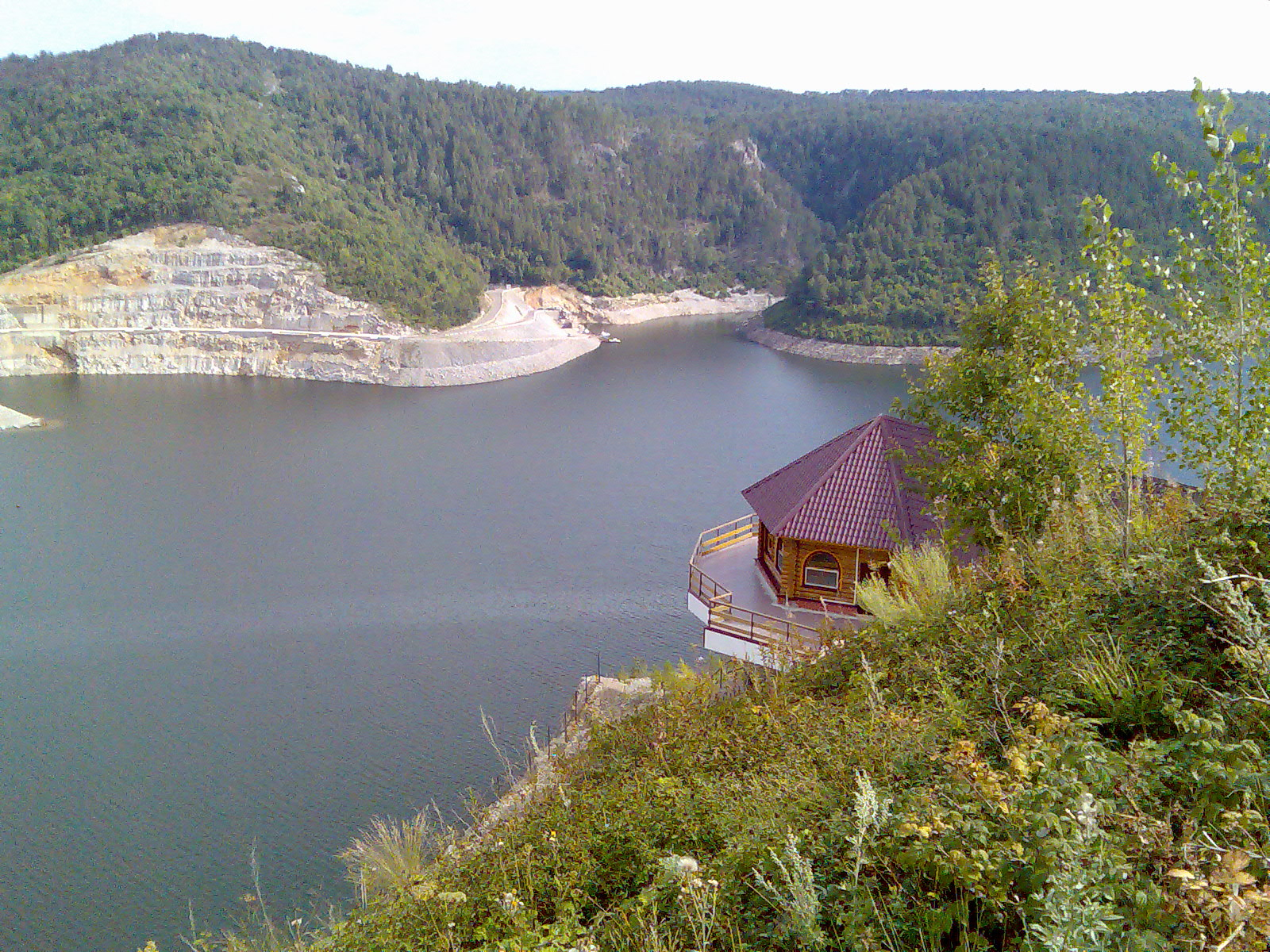
Юмагузинское водохранилище

Из искусственных водных объектов в республике насчитывается всего 443 водохранилища и пруда (Юмагузинское водохранилище, Нугушское водохранилище и другие).
К крупным водохранилищам относятся Акъярское на реке Ташла (объём 49,4 млн м³), Сакмарское на реке Сакмара (26,1 млн м³), Таналыкское (Хворостянское) на реке Таналык (14,2 млн м³), Маканское на реке Макан (9,3 млн м³), Матраевское на реке Бузавлык (2,1 млн м³).

## Почвы
На территории Башкортостана распространены следующие виды почв: дерново-подзолистые почвы (север республики, Буйско-Таныпское междуречье), дерново-карбонатные (Уфимское плато, Бугульминско-Белебеевская возвышенность), серые лесные почвы (лесостепная зона), лугово-чернозёмные почвы (в понижениях рельефа и на склонах гор), гидроморфные почвы, аллювиальные почвы, горные почвы.
В Туймазинском, Благоварском, Альшеевском, Давлекановском, Бижбулякском районах Башкортостана почвы подвергаются сильной эрозии. В республике проводятся работы по защите почв — овраги обсаживаются лесом, кустарником, на дне оврагов устраиваются запруды.
Особенности почв на территории Башкортостана в высоком содержании гумуса, укороченной мощности гумусового горизонта и всего почвенного профиля, слабая подвижность гумуса и питательных элементов (особенно фосфора), тяжёлый гранулометрический состав, высокая карбонатность, низкая биологическая активность.

## Флора
На территории Башкортостана находятся зоны умеренного пояса: смешанные леса, широколиственные леса, лесостепная и степная зоны. Основные породы леса Республики Башкортостан — берёза, липа, сосна, осина, ель, дуб. Прочие — черёмуха, кустарники — ива, шиповник.

## Фауна

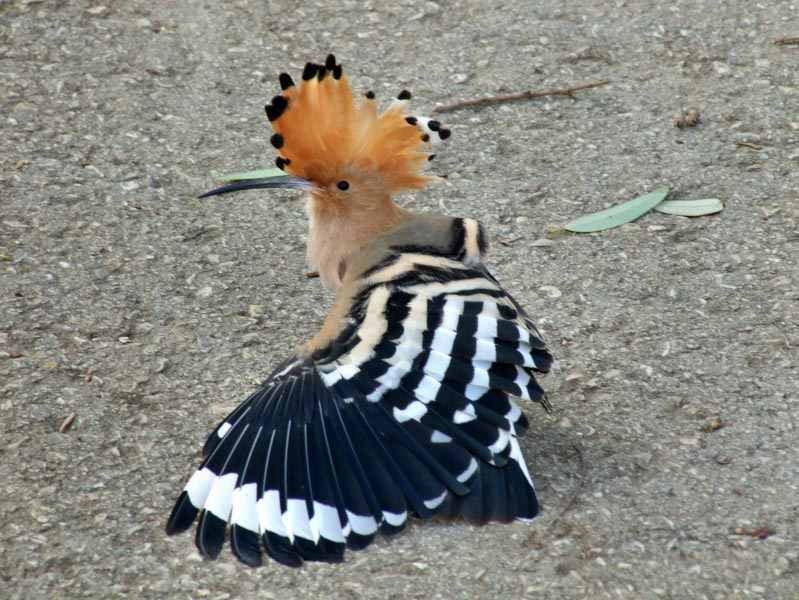
Удод

На территории республики водятся 77 видов млекопитающих, около 300 видов птиц, 42 вида рыб, 11 видов пресмыкающихся, 10 видов земноводных, 15 тыс. видов насекомых, 276 видов пауков, 70 видов клещей, 120 видов моллюсков, 140 видов ракообразных, около 1000 видов червей. Из занесённых в Красную книгу Республики Башкортостан — 18 видов млекопитающих, 49 видов птиц, 7 видов рыб, 3 вида земноводных, 6 видов рептилий и 29 видов беспозвоночных животных, в том числе 28 видов насекомых.

## Государственные заповедники и охрана природы
В республике 3 заповедника (Башкирский заповедник, Южно-Уральский заповедник, Заповедник «Шульган-Таш» в западных предгорьях Южного Урала), 12 заказников по охране лекарственных растений, 15 охотничьих заказников, Национальный парк «Башкирия» (83 тыс. га), 2 природных парка, более 150 памятников природы.
Общая площадь заповедников Республики составляет 327,1 тыс. га.

## Геология
Геологическая структура территории Башкортостана следующая: с запада на восток проходит юго-восточный склон Восточно-Европейской (Русской) платформы, Предуральский прогиб, Западно-Уральская зона складчатости, Центрально-Уральское поднятие и
Магнитогорский мегасинклинорий. В зависимости от глубины залегания кристаллического фундамента на территории Волго-Уральской антеклизы выделяются структуры второго порядка: Татарский и Башкирский своды, Бирская и Верхне-Камская впадины, юго-восточный склон Русской плиты.
В Башкортостане около тридцати крупных пещер («Победа» в Гафурийском районе, Капова и др.)

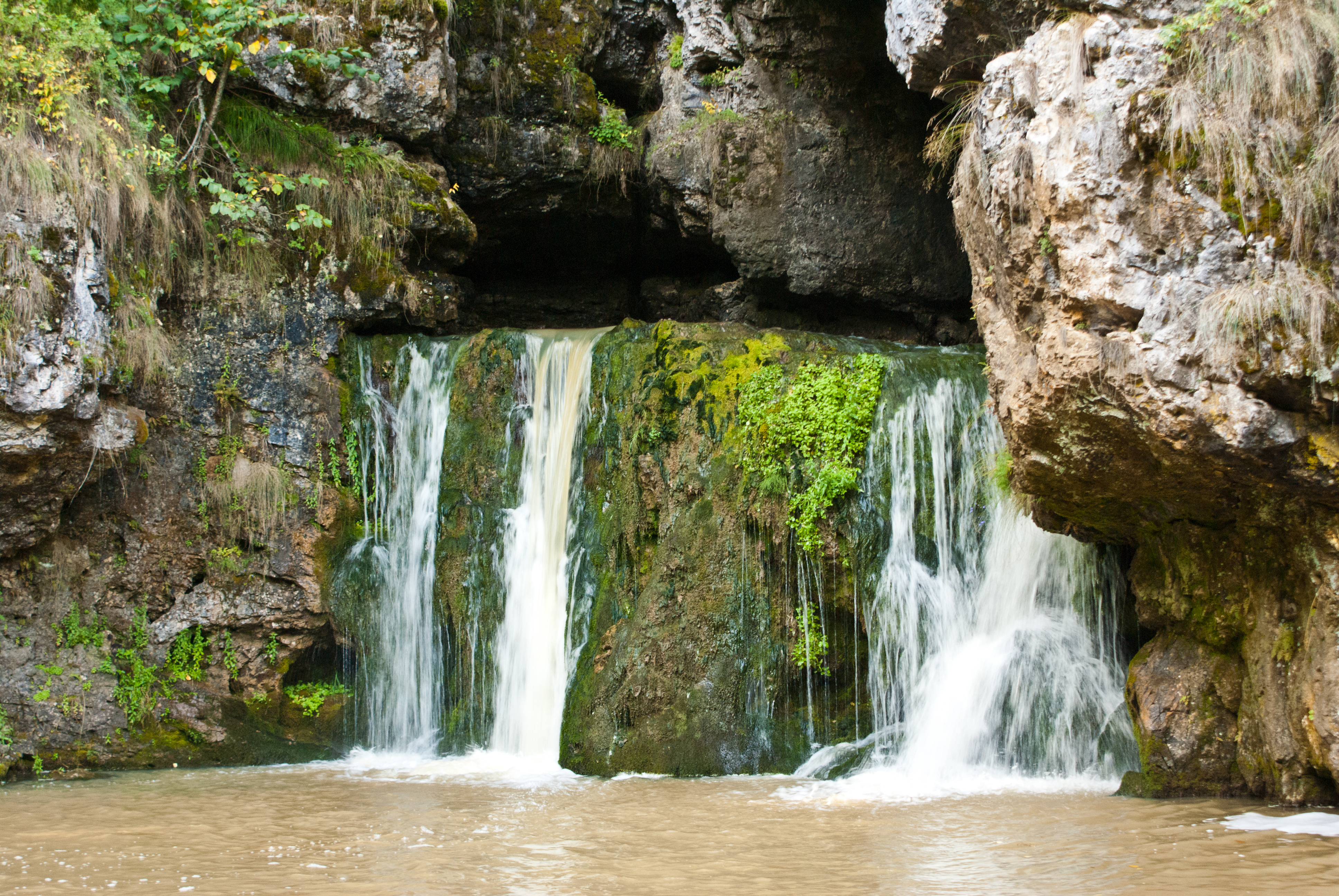
Водопад Атыш

### Полезные ископаемые
Республика Башкортостан была богата природными ископаемыми:
- нефть (добыто с 1932 года свыше 1,3 млрд тонн),
- железная руда,
- природный газ (добыто с 1932 года свыше 70 млрд м³.)[4],
- медь,
- цинк,
- золото,

В настоящее время в разработке находится 165 нефтяных и газовых месторождений. Истощение невосполняемых природных запасов приводит к тому, что перерабатывающие предприятия республики работают на привозном сырье (газ из Оренбурга и Карачаганакска (Казахстан)).
Всего на территории республики открыто более 3 тысяч месторождений около шестидесяти видов минерального сырья.

## Пещеры
В Башкортостане 936 пещер общей протяжённостью 106 км, включая наиболее крупные: Капова пещера, Киндерлинская пещера, Сумган, Зигзаг, Грёз пещера, Олимпия.
Пещеры в основном находятся на сухой стадии развития, 20 % пещер — на вадозной стадии.
Формирование пещер началось в раннем плейстоцене, а интенсивно они развивались в конце миоцена — нач. плиоцена. Большинство ‑во гипсовых пещер сформировалось в среднем плейстоцене на Уршак‑Бельском и Уфа‑Симском междуречьях, известняковых пещер — не позднее раннего плейстоцена на Уфимском плато.
В 79 пещерах Башкортостане есть водотоки (реки), в 68 — озёра, в 42 — ледники. Температура воздуха летом в пещерах более 10°С. В самых холодных средняя температура составляет 0°С: Аскынская пещера, Косубай, Кутукские 1‑я и 3‑я, Леднёва, Ледяная‑Липовая, Осенняя, Холодная Яма.
В пещерах проживают 97 видов животных, из них 3 вида троглобионтов (ногохвостки), 54 — троглофилов и 40 — троглоксенов. Из позвоночных животных — колонии рукокрылых (ночницы, ушаны обыкновенные и др.).

## Наука
Подготовка специалистов для научной работы осуществляется в аспирантуре БГУ (ныне Уфимский университет науки и технологий), УГНТУ, Геологии института, научно-производств. фирмы «Геофизика».
Географическое описание Башкортостана содержится в материалах Академических экспедиций 1768—1774 годов, трудах учёных В. И. Геннина, В. Н. Татищева и других. В первой половине 19 века географические исследования территории современного Башкортостана связаны с именами Г. П. Гельмерсена, А. Гумбольдта, Э. К. Гофмана, Г. Розе, Г. Е. Щуровского, Э. А. Эверсманна и других.
Во второй половине XIX века были созданы научные общества (Русское географическое общество, Уральское общество любителей естествознания и др.), среди их членов учёные В. Д. Аленицын, О. Е. Клер, А. И. Оводов, С. Г. Рыбаков, Л. П. Сабанеев, Д. И. Соколов, А. А. Тилло и другие. С 1860‑х годов ведутся исследования по геоботанике, биогеографии и геоморфологии, с 1870‑х годов — гидрологии и метеорологии, с начала XX века — ландшафтоведению, с 1930‑х годов — экономической географии, с 1980‑х годов — геоэкологии.

## Учебные заведения
В 1931 году при Педагогическом институте им. К. А. Тимирязева (ныне Уфимский университет науки и технологий) в Уфе был открыт Вечерний институт, где было географическое отделение, в 1934 году в педагогическом институте был создан географический факультет (первый декан Х. Х. Зайни).
Башкирский государственный университет (ныне Уфимский университет науки и технологий) — подготовка по направлениям: география, прикладная геология, картография и информатика, гидрометеорология и туризм.

## Музеи
Музей геологии и полезных ископаемых Республики Башкортостан (1934 г.).
В музее геологии и полезных ископаемых собраны образцы горных пород и минералов.

## Учёные-географы
- Хисматов, Мухамедьян Фазыльянович (1930—2010) — географ-экономист.
- Сафиуллин, Радик Газизович — доктор географических наук, профессор БГУ (ныне Уфимский университет науки и технологий).
- Губкин, Иван Михайлович (1871—1939) — советский геолог, создатель советской нефтяной геологии, академик АН СССР.
- Псянчин, Айбулат Валиевич — российский учёный, доктор географических наук, профессор. Председатель отделения Русского географического общества в Республике Башкортостан, заведующий кафедрой физической географии, краеведения и туризма географического факультета БашГУ (ныне Уфимский университет науки и технологий).
- Бекчурин, Мирсалих Мирсалимович (Бикчурин, Биксурин) (1819 или 1820—1903) — член Русского Географического Общества, просветитель-демократ.